# 2019冠狀病毒病瑙鲁疫情
2019冠状病毒病瑙鲁疫情是由严重急性呼吸综合征冠状病毒2型 (SARS-CoV-2)引起的2019冠状病毒病疫情的一部分。该病毒被证实已于2022年4月2日傳到瑙鲁。

## 背景
2020年3月，瑙鲁政府宣布全国进入紧急状态，並暂停外國飞往该国的航班，并对所有入境者实施为期14天的隔离。
2021年12月14日，一艘轮船上有人感染了COVID-19。瑙鲁當局禁止該船駛入瑙魯領海。
截至2022年5月2日，瑙鲁共有5例确诊的COVID-19 病例；此外瑙魯全國已接种22,976剂疫苗，79%的瑙魯人接種了两剂疫，49%的瑙魯人接種了加強針。

## 时间线

### 2022年4月
- 2022年4月2日，瑙鲁報告了两例COVID-19病例。[5]
- 截至2022年4月5日，瑙鲁发现了第3例病例。这次疫情很快得到控制，没有发生进一步的传播。[6]
- 2022年4月末，入境瑙魯的旅客中有2人感染了COVID-19，他們被隔离在隔离设施中。[7][8]